# SU-85
SU-85 (ros. Самоходная установка, Samochodnaja ustanowka, liczba oznacza kaliber działa) – średnie działo samobieżne konstrukcji radzieckiej z okresu II wojny światowej.

## Historia
Działo samobieżne SU-85 opracowane zostało w 1943 roku w biurze konstrukcyjnym zakładów Uralmasz w Swierdłowsku, konstruktorem wiodącym był L. Gorlicki. Konstrukcja bazowała na wcześniejszym modelu SU-122, który z kolei został zbudowany na podwoziu czołgu T-34. Nowy pojazd wyposażono w zmodernizowaną armatę przeciwlotniczą wz. 1943 85 mm armata wz. 1943 D5S kal. 85 mm, która charakteryzowała się zwiększoną szybkostrzelnością, niezbędną dla niszczenia szybko poruszających się celów. Głównym zadaniem nowej konstrukcji było eliminowanie nowszych modeli czołgów niemieckich (np. Panzerkampfwagen V Panther; Panzerkampfwagen VI Tiger), szybszych lub lepiej opancerzonych niż wcześniejsze konstrukcje. Produkcję seryjną dział SU-85 rozpoczęto pod koniec 1943 r. a zakończono w sierpniu 1944. Rozpoczęto wtedy produkcję jego następcy - SU-100. Jednak jeszcze przez trzy miesiące, do października 1944, wytwarzano równolegle hybrydę obu pojazdów. W kadłubach SU-100 montowano armaty wz.1943 D5S kal. 85mm, Konstrukcja ta została nazwana SU-85M.

## W muzeach
Działa samobieżne SU-85 są eksponowane w następujących muzeach:
- Lubuskie Muzeum Wojskowe w Drzonowie – SU-85, nr seryjny 403462, pojazd uszkodzony podczas bitwy o Kostrzyn w lutym 1945 r.
- Muzeum Broni Pancernej w Poznaniu – oddział Muzeum Wojska Polskiego w Warszawie - SU-85M
- Muzeum Wojska Polskiego w Warszawie – oddział Muzeum Polskiej Techniki Wojskowej - SU-85, nr taktyczny 324, działo wchodziło w skład 13 Pułku Artylerii Pancernej. Namalowany numer 801 jest nieprawidłowy